# Beautiful Ones
Beautiful Ones este cel de-al zecelea single al trupei Suede, lansat pe 14 octombrie 1996, și al doilea single de pe cel de-al treilea album al lor, Coming Up. A atins locul 8 în Marea Britanie.

## Lista melodiilor

### CD1
1. „Beautiful Ones” (Brett Anderson, Richard Oakes)
2. „Young Men” (Anderson, Oakes)
3. „Sound of the Streets” (Anderson)

### CD2
1. „Beautiful Ones”
2. „Money” (Anderson, Oakes)
3. „Sam” (Anderson)

## Despre videoclip
Videoclipul melodiei „Beautiful Ones” este regizat de către Pedro Romhanyi, care regizase anterior și „Animal Nitrate”. În videoclip, formația este prezentată interpretând cântecul, și, pe măsură ce melodia curge, sunt intercalate și imagini reprezentând diverse obiecte ce fac aluzie la cuvintele piesei. Cadrele cu formația sunt alb-negru, iar imaginile intercalate sunt color.

## Poziții în topuri
- 6 (Finlanda)
- 8 (Marea Britanie)
- 11 (Suedia)